# Sphagnum magellanicum
Sphagnum magellanicum là một loài rêu trong họ Sphagnaceae. Loài này được Brid. mô tả khoa học đầu tiên năm 1798.

## Hình ảnh

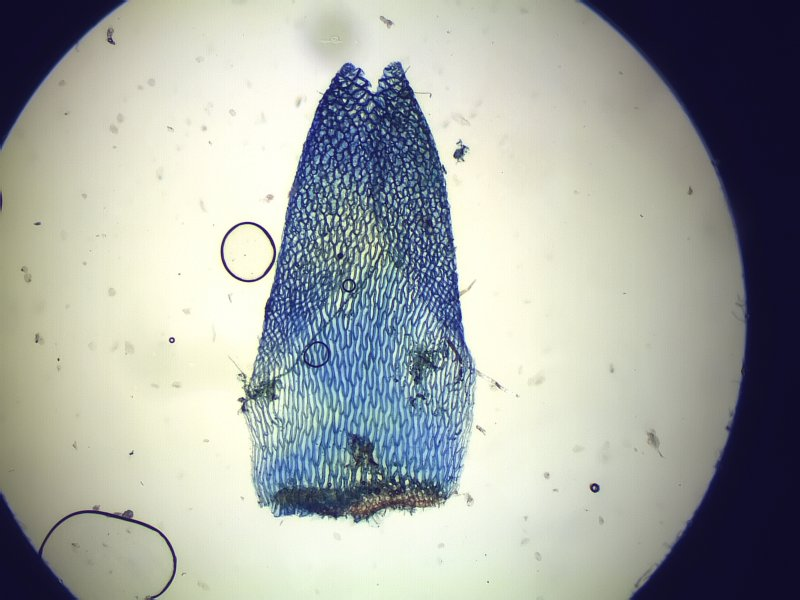
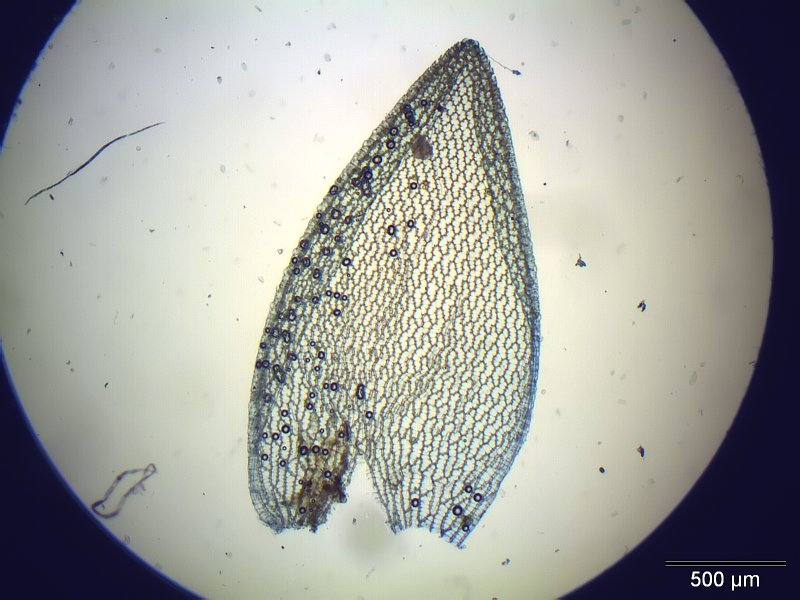
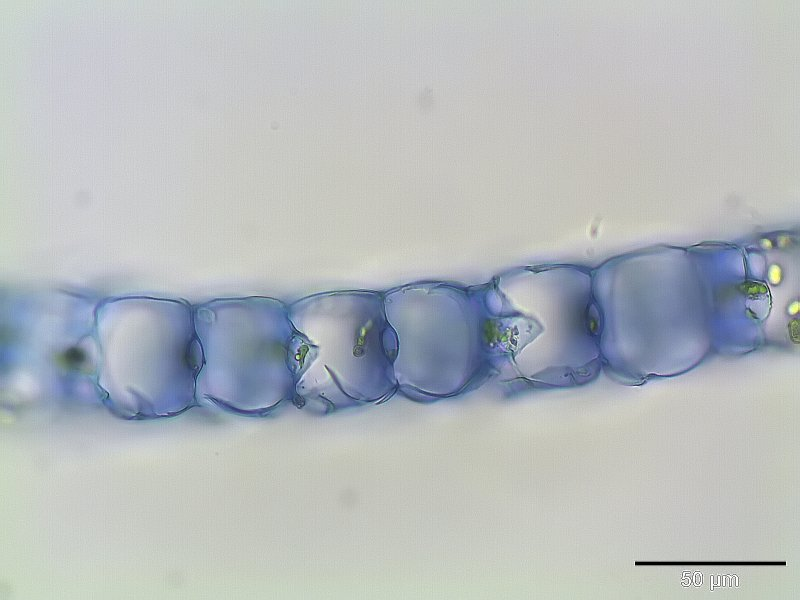
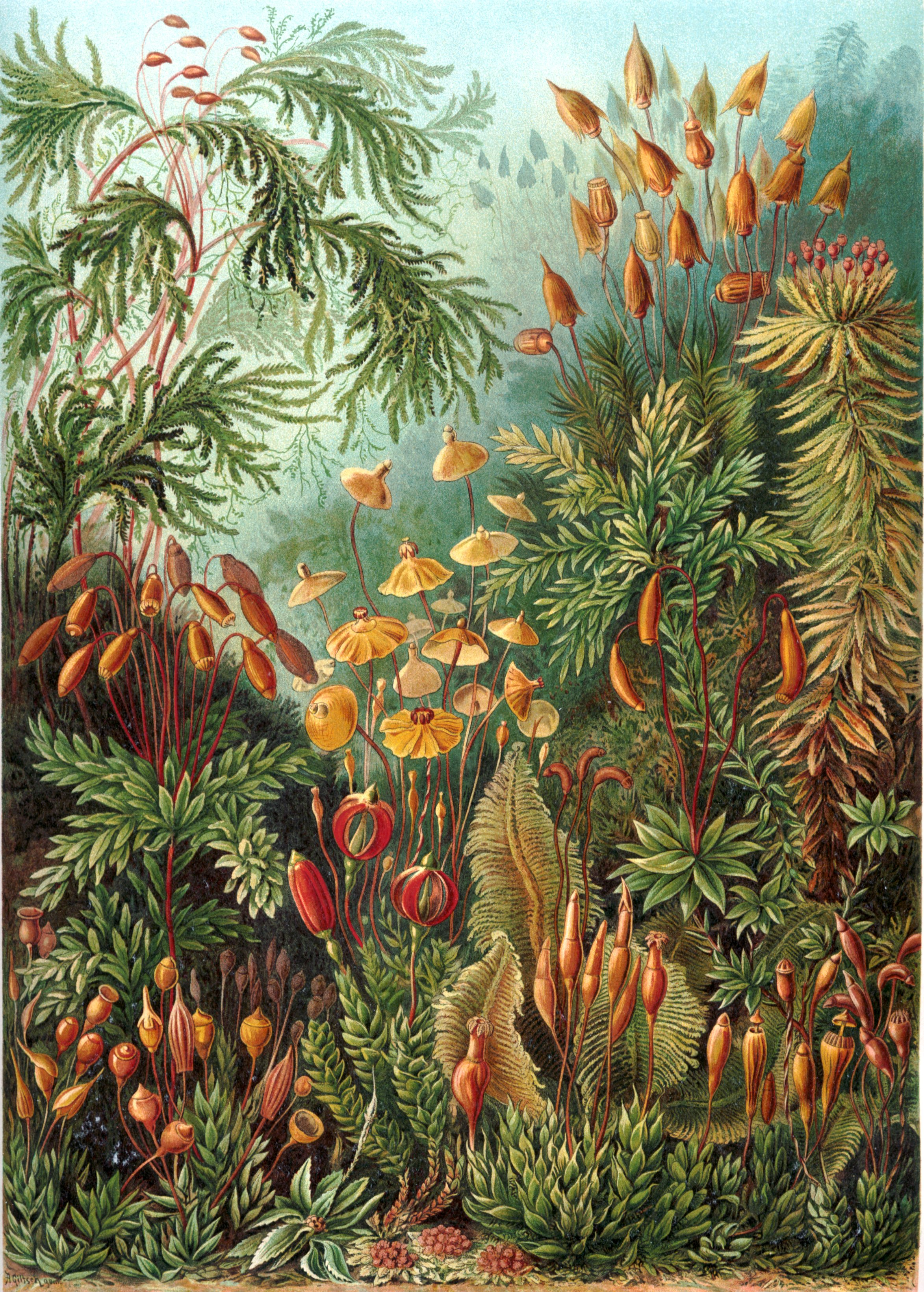